# Hannes B. Staehelin
Hannes Benedikt Staehelin (* 22. Juli 1937 in Basel) ist ein Schweizer Geriater.
Staehelin schloss 1964 das Medizinstudium an der Universität Basel ab. Von 1966 bis 1969 arbeitete er als Postdoktoratsstudent im CNS Research Laboratory der Firma Hoffmann-La Roche, danach im Surgical Research Laboratory der Loma Linda Medical School in Kalifornien. 1977 löste er Paul Benedikt Jucker-Staehelin als Leiter der Geriatrischen Klinik des Basler Universitätsspitals ab.
Staehelin war Präsident der Novartis Foundation for Gerontology und zusammen mit J.-P. Michel, John Grimley Evans, B. Steen und S. Duursma Gründer der European Academy for Medicine of Aging (EAMA). Er war langjähriger Präsident der eidgenössischen Ernährungskommission und Vorsitzender des Gründungskomitees des Deutschen Instituts für Ernährungsforschung (DIfE) in Potsdam. Für diese Tätigkeit wurde er mit dem Bundesverdienstkreuz ausgezeichnet.

## Publikationen
- Chapter 2.9: Promoting Health and Wellbeing in Later Life. In: Malcolm Lewis Johnson, Vern L. Bengtson, Peter G. Coleman, T. B. L. Kirkwood (Hrsg.): The Cambridge handbook of age and ageing. 2005, ISBN 0-521-53370-8, S. 165–178.
- Micronutrients and Alzheimer's disease. In:  Proceedings of the Nutrition Society. Nr. 64, 2005, S. 565–570.
- mit Pasqualina Perrig-Chiello, C. Mitrache, André R. Miserez  und J. W. Perrig: Apolipoprotein E genotypes and cognitive functions in healthy elderly persons. In: Acta Neurologica Scandinavica. Nr. 100, 1999, S. 53–60.
- Free Radicals and Glycoxidative Stress in Ageing and Age-Related Diseases. In: Australasian Journal on Ageing. Nr. 17, 1998, S. 85–87.